# 2001 HA59
2001 HA59, também escrito como 2001 HA59, é um objeto transnetuniano (TNO) que está localizado no cinturão de Kuiper, uma região do Sistema Solar. Ele é classificado como um cubewano. O mesmo possui uma magnitude absoluta de 6,5 e tem um diâmetro com cerca de 221 km.

## Descoberta
2001 HA59 foi descoberto no dia 26 de abril de 2001 pelos astrônomos O. R. Hainaut, e A. C. Delsanti.

## Órbita
A órbita de 2001 HA59 tem uma excentricidade de 0,049 e possui um semieixo maior de 43,746 UA. O seu periélio leva o mesmo a uma distância de 41,591 UA em relação ao Sol e seu afélio a 45,900 UA.